# Поташкино
Пота́шкино (рос. Поташкино, марій. Потасола) — присілок у складі Сернурського району Марій Ел, Росія. Входить до складу Кукнурського сільського поселення.
Стара назва — Поташково.

## Населення
Населення — 84 особи (2010; 72 у 2002).
Національний склад (станом на 2002 рік):
- марі — 100 %